# Caspar Lee
Caspar Richard George Lee (Londen, 24 april 1994) is een Zuid-Afrikaans vlogger en acteur. Hij is eigenaar van de YouTube-kanalen Caspar en morecaspar.

## Carrière

### YouTube
Lee startte in 2011 zijn YouTube-kanaal Caspar, waar hij, al dan niet met andere youtubers, verschillende video's plaatst. In mei 2016 had dat kanaal ruim zeven miljoen abonnees en waren zijn video's samen ruim 280 miljoen keer bekeken.
Zijn tweede kanaal, morecaspar, heeft sinds mei 2015 meer dan één miljoen abonnees en 35 miljoen weergaven van alle video's van dat kanaal samen.

### Muziek
In 2014 vormde Lee, samen met de youtubers Joe Sugg, Alfie Deyes, Jim Chapman en Marcus Butler, een boyband. Met een muziekvideo zamelden ze geld in voor Comic Relief.

### Film
In 2014 speelde Lee de rol van Garlic in Spud 3: Learning to Fly. Voor de Britse versie van The SpongeBob Movie: Sponge Out of Water (2015) sprak hij een stem in. Samen met Joe Sugg speelt hij in de films Joe and Caspar Hit the Road (2015) en Joe and Caspar Hit the Road USA (2016). Samen met KSI speelt hij in de film Laid in America (2016).

## Privé
Lee werd geboren in Londen, waarna zijn ouders in 1996 naar Zuid-Afrika verhuisden en hij daar opgroeide. Op zijn zesde werd het syndroom van Gilles de la Tourette bij hem geconstateerd. Lee's oudere zus Theodora Lee komt regelmatig voor in zijn video's, waarnaast zijzelf ook nog een eigen YouTube-kanaal heeft. Van 2014 tot 2016 deelde hij een appartement in Londen met mede-Youtuber Joe Sugg.

### Familie en afkomst
Lee is de zoon van Jonathan Lee en Emily Riordan Murphy, twee Britse televisie producenten die in 1996 naar Zuid-Afrika zijn geëmigreerd. Ze zijn later gescheiden.
Lee zijn moeder is de dochter van Anglo-Ierse dichter Richard Murphy en Zuid-Afrikaanse schrijfster Patsy Avis. Door Richard Murphy is Lee verbonden met Engelse adel en adellijke families.
Murphy's vader was Sir William Lindsay Murphy, de laatste niet-inheemse burgemeester van Colombo, en later gouverneur van de Bahama's.
Neven en nichten van Lee zijn moeder zijn onder andere de schilder Anthony Murphy, die in zijn jeugd de hoofdrol vertolkte in Tom Brown's Schooldays en later trouwde met Lady Sophia Cavendish, dochter van de elfde hertog van Devonshire; Robert Murphy, schoonzoon van de twintigste Baron van Teynham; Filmmaker Fiona Murphy, de vrouw van econoom en journalist Anatole Kaletsky.

## Prijzen en nominaties
In 2015 was Lee genomineerd voor de Nickelodeon Kid's Choice Awards in de categorie "UKs Favourite Vlogger".